# Fafá de Belém (álbum)
Fafá de Belém é o sétimo álbum de estúdio da cantora brasileira Fafá de Belém, lançado em 1983, pela gravadora Som Livre.

## Faixas

### Lado A
| N.º | Título                  | Compositor(es)                    | Duração |  |
| 1.  | "Menestrel das Alagoas" | Milton Nascimento, Fernando Brant | 3:26    |  |
| 2.  | "Você em Minha Vida"    | Roberto Carlos, Erasmo Carlos     | 4:38    |  |
| 3.  | "Aconteceu Você"        | Guilherme Arantes                 | 3:44    |  |
| 4.  | "Menino Grande"         | Antônio Maria                     | 4:09    |  |
| 5.  | "Cio (Baby Doll)"       | Celso Viáfora, Nancy Ford         | 3:43    |  |

### Lado B
| N.º | Título                      | Compositor(es)                              | Duração |  |
| 1.  | "Peixinho"                  | Sergio Sá                                   | 4:13    |  |
| 2.  | "Gosto do Prazer (Absinto)" | Guto Graça Mello, Naila Skorpio, Sonia Dias | 4:03    |  |
| 3.  | "Carta a Maceió"            | Gordurinha                                  | 4:05    |  |
| 4.  | "Duas"                      | Sueli Costa, Tite de Lemos                  | 4:07    |  |
| 5.  | "Promessas"                 | Tom Jobim, Newton Mendonça                  | 3:39    |  |